# Комерс (Мисури)
Комерс (енгл. Commerce) град је у америчкој савезној држави Мисури.

## Демографија
По попису из 2010. године број становника је 67, што је 43 (-39,1%) становника мање него 2000. године.
| Група             | 2000.       | 2010.      |
| Белци             | 105 (95,5%) | 62 (92,5%) |
| Афроамериканци    | 3 (2,7%)    | 5 (7,5%)   |
| Азијати           | 0 (0,0%)    | 0 (0,0%)   |
| Хиспаноамериканци | 2 (1,8%)    | 0 (0,0%)   |
| Укупно            | 110         | 67         |